# Dogwood
Dogwood est un groupe de punk rock américain, originaire de San Diego, en Californie. Il est l'un des acteurs majeurs de la scène punk chrétienne. Le groupe connait de nombreux changements de membres depuis sa formation en 1993.

## Biographie
En 1993, Josh Kemble s'unit avec Jayce Molina à la guitare, Josh Hagquist (The Beautiful Mistake) à la basse, et Billy Nichols à la batterie pour former Half-Off. Après quelques concerts, le groupe change de nom pour Dogwood. En 1996, Dogwood signe au label Rescue Record (P.O.D., No Innocent Victim, et Point of Recognition). Avec Rescue, Dogwood publie deux albums studio Good Ol' Daze et hrough Thick and Thin.  Dogwood et Rescue Records se séparent, puis en 1998 le groupe auto-produit un album homonyme. Il est plus réédité sans la chanson Never Die sous le titre This is Not a New Album chez Facedown Records.
En 1999, More than Conquerors est publié et suit de Building a Better Me en 2000, Matt Aragon en 2001, et Seismic en 2003. En 2004, Tooth & Nail publie une compilation du groupe intitulée Reverse, Then Forward Again. Le groupe donne un concert en octobre 2011 puis reste inactif.
Le 29 novembre 2016, le groupe annonce se réunir en concert avec MxPx et Five Iron Frenzy les 13 et 14 janvier 2017 à Ventura et San Diego, CA.

## Membres
- Dany Montoya - guitare, chœurs
- Josh Kemble - chant
- Robb Hann - guitare basse
- Russell Castillo - batterie

## Discographie
- 1996 : Good Ol' Daze (Rescue Records)
- 1997 : Through Thick and Thin (Rescue records)
- 1998 : Dogwood (auto-produit)
- 1998 : More than Conquerors (Tooth & Nail Records)
- 2001 : Building a better me (Tooth & Nail Records)
- 2001 : This is not a new album (réédition de leur album Dogwood de 1998) (Facedown Records)
- 2002 : Matt Aragon (Tooth & Nail Records)
- 2003 : Seismic (Tooth & Nail Records)
- 2004 : Reverse, then forward again (compilation comprenant deux nouveaux titres, Undertaking et Instigator) (Tooth & Nail Records)